# Sardoá
Sardoá là một đô thị thuộc bang Minas Gerais, Brasil. Đô thị này có diện tích 141,508 km², dân số năm 2007 là 5196 người, mật độ 36,4 người/km².